# Earle Gilmore Wheeler
Earle Gilmore »Bus« Wheeler, ameriški general, * 13. januar 1908, Washington, D.C., ZDA, † 18. december 1975, Frederick, Maryland, ZDA.
V letih 1951–1952 je bil poveljnik 351. pehotnega polka, ki je deloval v sklopu Trieste United States Troops. Med vietnamsko vojno je bil načelnik Generalštaba Kopenske vojske ZDA ter načelnik Združenega štaba Oboroženih sil ZDA med vietnamsko vojno.